# Гидрофосфит калия
Гидрофосфи́т ка́лия — неорганическое соединение,
кислая соль калия и фосфористой кислоты с формулой KH(PHO3),
бесцветные кристаллы,
растворяется в воде.

## Получение
- Нейтрализация фосфористой кислоты:

{\displaystyle {\mathsf {H_{2}(PHO_{3})+KOH\ {\xrightarrow {}}\ KH(PHO_{3})+H_{2}O}}}

## Физические свойства
Гидрофосфит калия образует бесцветные расплывающиеся кристаллы моноклинной сингонии, пространственная группа P 21/c, параметры ячейки a = 0,7341 нм, b = 0,8579 нм, c = 1,1975 нм, β = 101,98°, Z = 8.
Хорошо растворяется в воде,
не растворяется в этаноле.

## Химические свойства
- Реагирует с щелочами:

{\displaystyle {\mathsf {KH(PHO_{3})+KOH\ {\xrightarrow {}}\ K_{2}(PHO_{3})+H_{2}O}}}